# Luiz Bonfá
Luiz Bonfá (Rio de Janeiro, 17 d'octubre de 1922 - ibíd., 12 de gener de 2001) va ser un cantant, guitarrista i compositor brasiler. Tot i ser un dels creadors de la bossa nova, estava obert a la contaminació entre la música brasilera i estatunidenca i també va gravar al costat de Stan Getz, Quincy Jones, Frank Sinatra i la parella Steve Lawrence i Eydie Gormé. Sempre respectat com a compositor refinat i excel·lent guitarrista, una de les seves característiques va ser tocar fent un ús extensiu de les cordes obertes, que li donaven una sonoritat àmplia i grandiosa.

## Biografia
Carioca de naixement i fill d'immigrants italians, de petit va aprendre a tocar la guitarra de manera autodidacta. Als 13 anys va començar a fer classes amb l'uruguaià Isaías Savio, i fins i tot va formar part de la seva orquestra. Les classes li resultaven molt esgotadores, ja que havia de sortir de casa als afores de Rio, fer bona part del camí a peu i després agafar un tramvia fins a Santa Teresa, on vivia el professor. A causa de la seva extraordinària dedicació, Isaías no li va cobrar per les classes.
En un concurs radiofònic va quedar tercer amb la interpretació d'una peça de Francesc Tàrrega, i després es va traslladar a São Paulo on es va apropar a la música popular.

## Carrera professional
Va ser un dels integrants del primer grup de músics de bossa nova, compositor de clàssics com "Manhã de Carnaval" i "Samba do Orfeu" (tots dos amb Antônio Maria).
L'any 1945 Bonfá va començar a tocar i cantar professionalment al Trio Campesino. L'any següent la seva carrera radiofònica el va veure al programa Clube da Bossa de Rádio Nacional al costat del guitarrista Garoto, del qual va assimilar l'estil bossa nova. Fins a l'any 1952, juntament amb Luís Teles, Francisco Pacheco i Alberto Ruschell, va formar part del popular grup Quitandinha Serenaders; després de la dissolució de la formació, va començar la seva carrera en solitari com a guitarrista. L'any 1953, ja en relacions musicals amb Tom Jobim, va compondre diverses cançons per a Dick Farney, entre elles "Ranchinho de palha", "Perdido de amor", "Sem esse céu" i "Canção do vaqueiro".
L'obra de teatre Orfeu da Conceição, de Vinicius de Moraes, va ser una fita en la seva carrera: va tocar la guitarra en l'enregistrament del disc de l'obra l'any 1956. A la segona meitat dels anys cinquanta va acompanyar la cantant estatunidenca Mary Martin en una gira pels Estats Units, i a finals de la dècada va compondre alguns dels temes que conformaven la banda sonora de la pel·lícula de Marcel Camus Orfeu negre (1959), inspirada en la peça teatral. Els temes musicals de la pel·lícula, especialment "Manhã de Carnaval" i "Samba de Orfeu", tots dos de Bonfá, van ajudar a popularitzar la bossa nova fora del Brasil i també van suposar la fama de Bonfá a nivell internacional. El 1962 el guitarrista va ser un dels protagonistes de l'històric espectacle de bossa nova celebrat al Carnegie Hall de Nova York i en el qual l'artista va interpretar el seu ja famós "Manhã de Carnaval". També va ser autor de cançons com "Bossa nova cha cha", "Sambalamento", "Silencio do amor", "Brasilia", "Marajo", "Preludio", "Arabesque", "Adeus" i "Quebra mar".
Després del concert al Carnegie Hall, durant una època va desplaçar la seva residència a Nova York, on vivia amb la seva dona Maria Helena Toledo. Durant la seva estada al país va compondre diversos temes musicals per al cinema i la televisió i va fer enregistraments amb alguns dels músics estatunidencs més rellevants del moment.
Al costat de Toledo, va participar en la primera edició del Festival Internacional da Canção, l'any 1966, en la qual van quedar tercers, i també va fer-ho en diverses edicions posteriors. Amb unes quantes apostes a la seva terra natal, als anys seixanta Bonfá va viure principalment a Nova York, on va compondre música juntament amb la seva segona esposa Maria Helena Toledo, va col·laborar amb el seu compatriota Eumir Deodato i va gravar discos com a músic o com a productor; aleshores la seva fama i prolificitat van començar a decaure.
L'últim dels diversos àlbums que va gravar als Estats Units que no es van publicar al Brasil, Jacarandá (1973), va tancar un cicle en la carrera del guitarrista als EUA, en vigílies del seu retorn al Brasil el 1974. Publicat pel segell estatunidenc Ranwood, Jacarandá va ser arranjat i orquestrat pel seu deixeble Eumir Deodato. De tornada al Brasil, als anys vuitanta i noranta va tornar a gravar-hi i va publicar àlbums d'èxit també en el mercat estatunidenc.
Va ser al costat de la cantant Ithamara Koorax en l'enregistrament del CD Almost In Love / The Luiz Bonfá Songbook. La seva composició "Almost In Love" (de la pel·lícula de 1968 Live a Little, Love a Little) va ser l'única cançó brasilera gravada per Elvis Presley. La seva música va ser presa per molts músics que la van interpretar en clau tradicional o jazz. Entre ells, Djavan va gravar "Correnteza"; altres artistes que van aprofitar el repertori de Bonfá van ser Sarah Vaughan, George Benson, Tony Bennett, Julio Iglesias, Frank Sinatra, Diana Krall i Luciano Pavarotti. Altres èxits són "De Cigarro em Cigarro", "Correnteza" (en col·laboració amb Tom Jobim), "The Gentle Rain", "Menina Flor", "Mania de Maria" i "Sem Esse Céu".
El 1989, el nom de Bonfá va resorgir als Estats Units amb el seu àlbum Non-Stop to Brazil de Chesky, dos anys més tard amb The Bonfá Magic de Milestone i el 1993 amb Moods de GSP.

## Discografia principal
La seva discografia principal està formada pels següents àlbums:
| - 1955: Luiz Bonfá (Continental LPP-21) - 1957: Alta Versatilidade (Odeon MOFB-3003) - 1957: Violão Boêmio (Odeon MOFB-3014) - 1958: Ritmos Continentais (Odeon MOFB-3020) - 1958: Meu Querido Vioão (Odeon MOFB-3076) - 1959: ¡Amor! (Atlantic SD 8028) - 1959: O Violão de Luiz Bonfá (Cook 1134) - 1960: A Voz e o Violão (Odeon MOFB 3144) - 1960: Passeio no Rio (EP) (Odeon BWB 1151) - 1961: Luiz Bonfá (EP) (Odeon 7BD-1017) - 1961: Sócio de Alcova (EP) (RCA LCD-1007) - 1962: O Violão e o Samba (Odeon MOFB 3295) - 1962: Le Roi de la Bossa Nova (Fontana 680.228ML) - 1962: Brazil's King of the Bossa Nova and Guitar (Doxy Records / Philips) - 1962: Bossa Nova no Carnegie Hall (Audio Fidelity AFLP 2101) - 1962: Luiz Bonfá Composer of Black Orpheus Plays and Sings Bossa Nova (Verve V6-8522) - 1962: Le Ore Dell'Amore (EP) (C.A.M.CEP.45-102) - 1963: Recado Novo de Luiz Bonfá (Odeon MOFB 3310) - 1963: Violão Boêmio vol. 2 (Odeon SMOFB 3360) - 1964: Rio (Columbia CS 9115) - 1965: The Brazilian Scene (Philips PHS 600-208) - 1967: Luiz Bonfá (Dot DLP 25804) - 1967: Luiz Bonfa Plays Great Songs (Dot DLP 25825) - 1968: Black Orpheus Impressions (Dot DLP 25848) - 1968: Bonfá (Dot DLP 25881) - 1970: The New Face of Bonfa (RCA LSP-4376) - 1971: Sanctuary (RCA LSP-4591) - 1972: Introspection (RCA FSP-297) - 1973: Jacarandá (Ranwood R-8112) - 1978: Bonfá Burrows Brazil (Cherry Pie CPF 1045) - 1989: Non-Stop to Brazil (Chesky JD29) - 1992: The Bonfá Magic (Caju 511.404-2) | Col·laboracions - 1956: ... de cigarro em cigarro (Amb Jorge Henrique) (Continental LPP-53) - 1956: Noite e Dia (Amb Eduardo Lincoln) (Continental LPP-3018) - 1956: Dick Farney - Meia-Noite em Copacabana (Polydor LPNG 4004) - 1956: Edu da Gaita - Edu Nº 2 (Rádio 0036-V) - 1956: Orfeu da Conceição (Amb Antonio Carlos Jobim i Vinicius de Moraes) (Odeon MODB-3056) - 1958: Bonfafá (Amb Fafá Lemos) (MOFB-3047) - 1958: Tanto amor (EP. Amb Sylvia Telles) (Odeon BWB-1040) - 1959: Black Orpheus (Banda sonora de la pel·lícula Orfeu negre) (Philips 432.387 BE) - 1961: Pery Ribeiro - Pery Ribeiro (EP) (Odeon 7BD-1011) - 1961: Pery Ribeiro - Pery Ribeiro e Seu Mundo de Canções Românticas (EP) (Odeon MOFB-3272) - 1963: Caterina Valente e Luiz Bonfá (Amb Caterina Valente) (London LLN 7090) - 1963: Jazz Samba Encore! (Amb Stan Getz) (Verve V6-8523) - 1965: The Gentle Rain (Banda sonora de la pel·lícula. Amb Eumir Deodato) (Mercury SR 61016) - 1965: Quincy Jones and his Orchestra - Quincy Plays for Pussycats (Mercury SR 61050) - 1965: Astrud Gilberto - The Shadow of Your Smile (Verve V6-8629) - 1965: Braziliana (Amb Maria Toledo) (Philips PHS 600-199) - 1965: The New Sound of Brazil (Amb João Donato) (RCA LSP-3473) - 1965: Tony Bennett - The Movie Song Album (Columbia CS 9272) - 1967: Vladimir Cosma - Pour Un Amour Lointain (EP) (United Artist 36.123 UAE) - 1967: Maria Toledo Sings the Best of Luiz Bonfa (Amb Maria Toledo) (United Artists UAS 6584) - 1967: Stevie & Eydie, Bonfá & Brazil (Amb Steve & Eydie) (Columbia CS 9530) - 1969: Frank Sinatra - My Way (Reprise FS 1029) - 1969: George Benson - I Got a Woman and Some Blues (A&M SP-9-3025) - 1992: Toots Thielemans - The Brazil Project (Private Music 82101) - 1992: Toots Thielemans - The Brazil Project, Vol. 2 (Private Music 82110) |

## Llegat

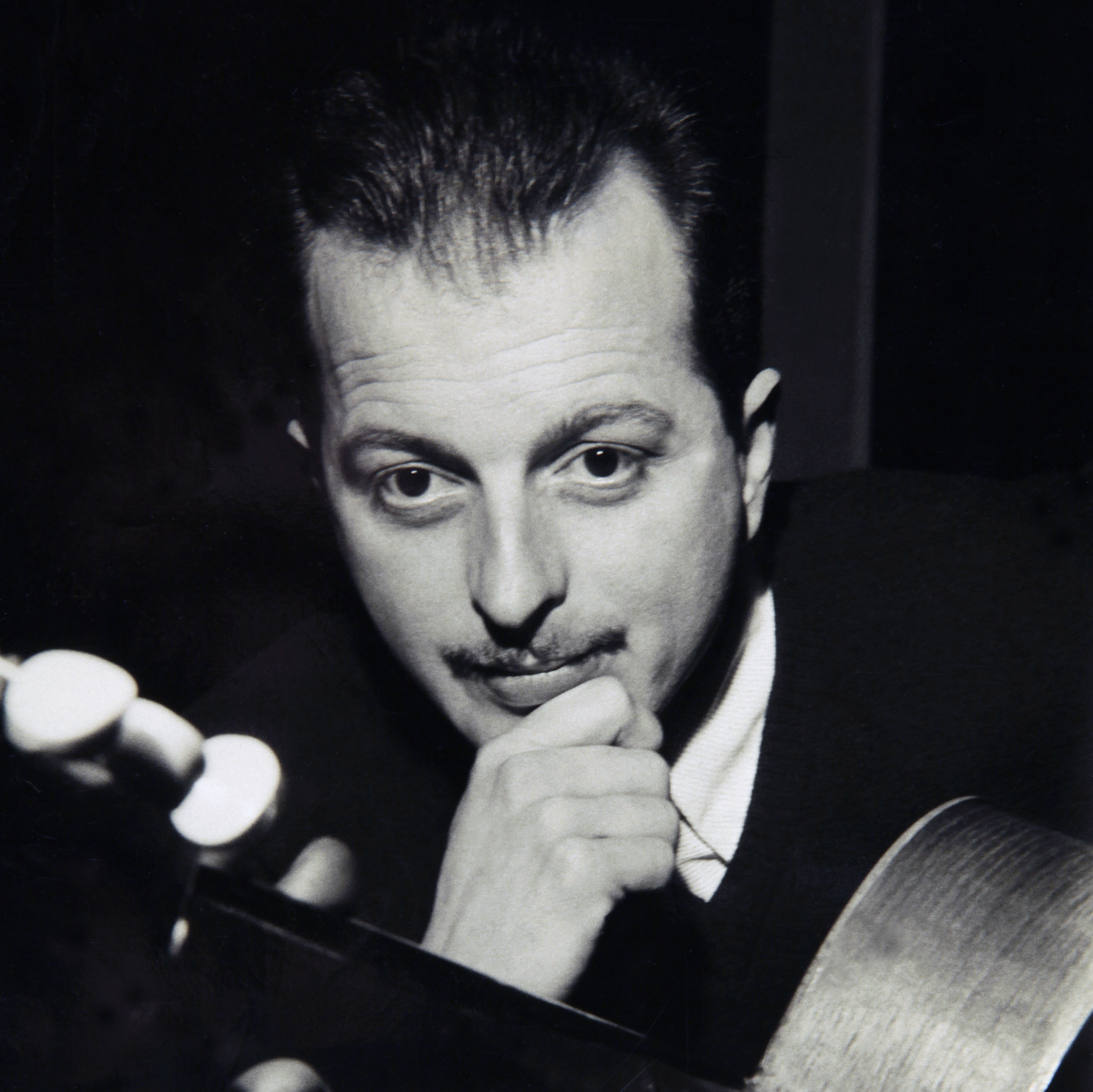
Luiz Bonfá el 1958.

El 2005, Smithsonian Folkways Recordings va publicar un àlbum del treball de Bonfá, titulat Solo a Rio 1959, que incloïa material inèdit de la sessió d'enregistrament original.
El 2008, Universal Music France va comercialitzar una edició de luxe que contenia dos CD que incloïen material inèdit de la banda sonora d'Orfeu negre i un DVD. També el 2008, Universal Music va reeditar The Brazilian Scene, Braziliana i Black Orpheus per celebrar el 50è aniversari de la bossa nova.
Deu anys més tard de la seva mort per càncer de pròstata als 78 anys el 2001, un fragment de la seva cançó "Seville" de 1967 es va utilitzar com a base per a la cançó "Somebody That I Used to Know" dels cantants Gotye (nom artístic de Wally DeBecker) i Kimbra, que es va convertir en un èxit mundial el 2012 amb més d'onze milions de còpies venudes. El tema de Gotye, un senzill del disc Making Mirrors, va entrar a la història de la música australiana pels seus números sense precedents i reeixits a les llistes Billboard estatunidenques. Un any després de la seva publicació, la cançó seguia sent una de les 50 més escoltades al país, a més d'haver rebut un Grammy al millor enregistrament, i discos d'or i platí en més de deu països. L'artista va acceptar col·locar Bonfá com a co-creador del tema i el crèdit ja forma part de l'APRA (Australasian Performing Right Association). El cas no és tractat com un plagi, ja que Gotye ja assumia l'ús de samples, música creada a partir de mostres. Al mateix disc encara hi ha notes de "Aquarela do Brasil" a "I Fell Better". La cançó de l'australià es va estrenar deu anys després de la mort del brasiler, víctima d'un càncer de pròstata.
El llegat principal de Bonfá segueix sent les seves composicions de la banda sonora d'Orfeu negre, sobretot el clàssic reconeixible de bossa nova "Manhã de Carnaval"; aquest tema és un dels més interpretats del món, segons consta al Llibre Guinness dels rècords. Però la discografia de Bonfá també dona fe del seu domini únic de la guitarra de jazz brasilera. L'estil de guitarra de Bonfá era més intens i penetrant que el del seu principal contemporani, João Gilberto, i Bonfá era un solista freqüent i hàbil, mentre que Gilberto tocava la seva pròpia i complexa marca de guitarra rítmica de manera gairebé exclusiva. Bonfá sovint tocava la guitarra solista en un estil polifònic, harmonitzant les línies melòdiques d'una manera semblant a la que va fer famós Wes Montgomery als Estats Units, o tocant parts principals i rítmiques simultàniament. Com a compositor i guitarrista, Bonfá va tenir un paper fonamental en unir l'estil de samba-canção del moment amb les innovacions del moviment de la bossa nova.
Moltes altres cançons de Bonfá han estat molt samplejades per MCs, rapers i DJs de la generació hip-hop. "Bonfá Nova" va ser samplejat pel raper brasiler Marcelo D2 a l'èxit de la cançó "À Procura da Batida Perfeita", "Jacarandá" va ser samplejat pel grup Planet Hemp a "Se Liga", "Bahia Soul" va ser samplejat per la banda britànica Smoke City en el seu èxit més gran "Underwater Love". "Saudade Vem Correndo" es va convertir en l'himne de l'heroi de moda "Runnin'" gravat per The Pharcyde. El 2021, JPEGMAFIA va mostrejar diferents parts de la mateixa cançó a "DIKEMBE!", que es va incloure a la versió fora de línia del seu àlbum LP! i posteriorment publicat en serveis de streaming en el seu EP OFFLINE!.
El març de 2023 va tenir lloc al Sesc Santana de São Paulo Luiz Bonfá 100 anys – Pra não Perder a Fantasia, un concert per celebrar els cent anys del naixement del músic brasiler. S'hi van interpretar les cançons "Manhã de Carnaval", "Samba de Orfeu", "Correnteza", "Gentle Rain" i "Deve Haver Alguém", entre d'altres, amb els músics Guinga, Marco Pereira, Conrado Paulino i Lucas Félix a les guitarres, el baixista Zeca Assumpção, Luiz Guello al càrrec de la percussió, el clarinetista Proveta i la cantant Lívia Nestrovski.